# Berkowica
Berkowica (bułg. Берковица) – miasto w Bułgarii, siedziba gminy Berkowica. Według danych szacunkowych Ujednoliconego Systemu Ewidencji Ludności oraz Usług Administracyjnych dla Ludności, 15 września 2023 roku miejscowość liczyła 12 634 mieszkańców.
W mieście rozwinął się przemysł materiałów budowlanych, meblarski oraz winiarski. Berkowica pełni rolę uzdrowiska górskiego.